# Fabinho Tavares
Fábio Henrique Tavares (Campinas, el 23 d'octubre de 1993), conegut com a Fabinho, (faˈbĩɲu), és un futbolista brasiler que juga com a lateral dret o migcampista defensiu amb l'Al-Ittihad de la lliga saudita de futbol. És internacional amb el Brasil.

## Carrera de club
Fabinho va començar la seva carrera a Fluminense. El 8 de juny de 2012, Fabinho es va unir al Rio Ave amb un contracte de sis anys. Després d'un mes a Rio Ave, Fabinho es va unir al Real Madrid Castilla amb una cessió d'una temporada el 19 de juliol de 2012 i va ser rebut a la seva habitació d'hotel a Madrid per José Mourinho.
El 19 de juliol de 2013, Fabinho es va unir al Mònaco des de Rio Ave amb una cessió d'una temporada. El 19 de maig de 2015, Mònaco i Rio Ave van acordar la transferència permanent de Fabinho; va signar un contracte amb el Mònaco per les següents quatre temporades i estaria vinculat al club fins al 30 de juny de 2019.
El 28 de maig de 2018, Fabinho es va unir al Liverpool per una tarifa inicial reportada de 39 milions de lliures, efectiva a partir de l'1 de juliol. El 31 de juliol de 2023, Fabinho es va unir oficialment a l'Al-Ittihad amb un contracte de tres anys que durarà fins al 2026. El contracte es va informar que valia 40 milions de lliures.

## Palmarès
AS Monaco
- 1 Ligue 1: 2016-17

Liverpool FC
- 1 Campionat del Món de clubs: 2019
- 1 Lliga de Campions de la UEFA: 2018-19
- 1 Supercopa d'Europa: 2019
- 1 Premier League: 2019-20
- 1 Copa de la Lliga anglesa: 2021-22
- 1 Community Shield: 2022

Al-Ittihad FC
- 1 Lliga saudita: 2024-25[14]
- 1 Copa del Rei saudita: 2024-25[15]